# T-37A
T-37A는 소비에트 연방이 영국의 카든 로이드 전차를 기반으로 만든 전차이다. T-37A는 본디 T-27 전차의 빈약한 험지돌파 능력 때문에 1930년대에 개발된 수륙양용전차로, 프랑스의 ARM-33를 기반으로 개발되었다. 또한 T-37 A는 독소전쟁 초기에 일선에서 사용되었으나, 장갑과 무장이 빈약해 1944년에 후방으로 밀려났다. 결국 후방 방어나 훈련용으로 사용되었다. 세계에서 최초로 나온 수륙양용전차이나, 이후에 더 진보된 T-38로 대체되었다.

## 같이 보기
- T-27
- T-38
- 수륙양용차량